# Supercoppa di Spagna 2018 (hockey su pista)
La Supercoppa di Spagna 2018 è stata la 15ª edizione dell'omonima competizione spagnola di hockey su pista. Il torneo ha avuto luogo dal 15 al 16 settembre 2018. A conquistare il titolo è stato il Liceo La Coruña per la seconda volta nella sua storia superando in finale il Barcellona.

## Squadre partecipanti
| Club            | Qualificazione                                        | Partecipazioni precedenti (il grassetto indica la vittoria)                        |
| --------------- | ----------------------------------------------------- | ---------------------------------------------------------------------------------- |
| Barcellona      | Vincitore dell'Ok Liga e vincitore della Coppa del Re | 2004, 2005, 2006, 2007, 2008, 2009, 2010, 2011, 2012, 2013, 2014, 2015, 2016, 2017 |
| Liceo La Coruña | 2º posto in Ok Liga e finalista della Coppa del Re    | 2004, 2013, 2014, 2015, 2016, 2017                                                 |
| Noia            | Squadra ospitante                                     | 2008, 2012                                                                         |
| Reus Deportiu   | 3º posto in Ok Liga                                   | 2006, 2007, 2011, 2013, 2014, 2016, 2017                                           |

## Risultati

### Semifinali
| Sant Sadurní d'Anoia 15 settembre 2018 | Reus Deportiu | 2 – 3 referto | Liceo La Coruña | Pavelló Olímpic de l'Ateneu Agrícola |

| Sant Sadurní d'Anoia 15 settembre 2018 | Barcellona | 3 – 2 referto | Noia | Pavelló Olímpic de l'Ateneu Agrícola |

### Finale
| Sant Sadurní d'Anoia 16 settembre 2018 | Barcellona | 2 – 3 referto | Liceo La Coruña | Pavelló Olímpic de l'Ateneu Agrícola |